# 埃莱娜·利贝拉
埃莱娜·利贝拉（義大利語：Elena Libera，1917年—2012年3月8日），意大利前女子击剑运动员。她曾代表意大利参加1948年夏季奥林匹克运动会击剑比赛女子个人花剑项目。